# Heparin-induzierte Thrombozytopenie
Die Heparin-induzierte Thrombozytopenie (HIT) ist eine seltene, aber potentiell tödliche Erkrankung, bei der durch die Verabreichung von Heparin, einem Mittel zur Hemmung der Blutgerinnung, die Anzahl der Thrombozyten (Blutplättchen) abfällt. Es werden zwei Haupttypen der HIT unterschieden. Die Behandlung der HIT Typ II erfolgt mit nicht-heparinhaltigen Antikoagulantien.

## Heparininduzierte Thrombozytopenie Typ I („nicht-immunologische HIT“)
Die HIT Typ I (HIT I), die milde, nicht-immunologische Form, manifestiert sich in den ersten Tagen der Heparinbehandlung. Sie stellt sich in einem mäßigen Abfall der Blutplättchenzahl dar, der sich nach wenigen Tagen wieder spontan zurückbildet. Zu Grunde liegt diesem Phänomen eine direkte Aktivierung der Thrombozyten durch das Medikament. In der Regel fallen die Thrombozyten nicht unter 80.000/μl; die Thrombozytopenie bildet sich im Verlauf spontan zurück. Es gibt keine klinischen Komplikationen. Die Heparingabe kann fortgeführt werden. Eine Therapie ist nicht notwendig.

## Heparininduzierte Thrombozytopenie Typ II („immunologische HIT“)
Die HIT Typ II (HIT II) beruht auf einer Antikörperbildung gegen Heparin/Protein-Komplexe. Aufgrund seiner negativen Ladung bindet der Wirkstoff an zahlreiche Proteine. Als wichtigster krankheitsauslösender Faktor wird der Komplex aus Heparin und Platelet factor 4 (CXCL4 bzw. PF4) angesehen; CXCL4 ist ein stark positiv geladenes Protein, das aus den Thrombozyten freigesetzt wird. Gegen den Heparin/Protein-Komplex entwickeln einige Patienten Antikörper. Nach der Bindung an den Komplex binden diese Antikörper mit ihrem kristallisierbaren Fragment Fc an einen Rezeptor auf den Thrombozyten. Dadurch verklumpen die Thrombozyten untereinander und werden aktiviert. Hieraus entwickeln sich Thrombosen im venösen und arteriellen Blutkreislauf. Extrem selten kann auch eine Inaktivierung der Blutgerinnung auftreten, die eine Blutungsneigung zur Folge hat. Erste Antikörper sind sechs bis zwanzig Tage nach dem Beginn der Heparingabe messbar.
Das Auftreten einer HIT Typ II hängt von der Dauer der Heparinbehandlung ab, unter fünf Tagen tritt sie seltener auf. Ebenso fördert eine hohe Dosis das Risiko dieser Komplikation. Des Weiteren stellt die Molekülgröße des Wirkstoffs einen Faktor dar. Bei größerer Kettenlänge kann pro Molekül Heparin mehr Plättchenfaktor gebunden werden, was wiederum die Immunogenität des Komplexes steigert. So hat längerkettiges, unfraktioniertes Heparin ein bis zu dreißigfach erhöhtes Risiko für eine HIT Typ 2 als niedermolekulares Heparin. Auch die Herkunft des Heparins kann auf die Entstehung einer HIT Einfluss nehmen. So tritt die Antikörperbildung bei der Gewinnung des Heparins aus Schweinen häufiger auf, als bei Wirkstoff aus Rindern. Ebenso weisen Studien auf ein erhöhtes Risiko bei Frauen hin. Bei der Therapie mit nichtfraktioniertem Heparin liegt das Auftreten für eine HIT Typ II zwischen 0,5 und 5 % ab einer Verabreichungsdauer von fünf Tagen.

### Diagnose
Beim Erstkontakt mit Heparin kommt es zu einem raschen Abfall der Thrombozytenzahlen (Leitsymptom):
- Internistische Patienten: die Zahl der Thrombozyten wird mit dem Ausgangswert vor Beginn der Heparingabe verglichen.[9]
- Chirurgische Patienten: die Zahl der Thrombozytenzahl fällt eingriffsbedingt in den ersten 4 Tagen um bis zu 30 % ab und steigt dann rasch auf Werte an, die deutlich über dem Ausgangswert liegen. Deshalb wird bei chirurgischen Patienten bei erneutem Thrombozytenabfall der höchste Thrombozytenwert nach Beginn der Heparingabe zum Vergleich genutzt.[9]

Das zeitliche Auftreten der HIT zeigt Muster bezüglich der Latenzzeit: 
- Im Rahmen einer sekundären Immunantwort tritt die HIT typischerweise zwischen Tag 5 und 10 nach Beginn der Heparingabe auf.
- Bei größeren Operationen wird das Zeitfenster ab dem Tag der Operation betrachtet. Auch Patienten, die in der Vergangenheit Heparin ohne Probleme tolerierten, können 5–10 Tage nach einer Operation eine HIT entwickeln.
- Patienten, die in den letzten 30–100 Tagen Heparin erhielten, können noch zirkulierende Anti-PF4/Heparin-Antikörper haben und sofort mit einem Thrombozytenabfall reagieren.

Hatte der Patient bereits vormals Kontakt mit Heparin und Antikörper gebildet, kann dies ohne Latenzzeit und mit noch schnellerem Verlauf vor sich gehen.
Nicht alle Patienten mit einer Verminderung der Thrombozyten haben eine HIT Typ II. Die Schwere und der Zeitverlauf der Thrombozytopenie, das Auftreten von Thrombosen und das Vorliegen anderer Zustände, die die Thrombozytopenie erklären können, bestimmen die Wahrscheinlichkeit dafür, dass es sich tatsächlich um eine HIT II handelt. Diese kann mit dem 4T-Score abgeschätzt werden.

#### 4T-Score
Der 4T-Score ist klinisch wegweisend bei HIT-Verdacht – noch vor Labortests.
|                                          | 2 Punkte | 1 Punkt                                                                                         | 0 Punkte                                            |
| ---------------------------------------- | --- | ----------------------------------------------------------------------------------------------- | --------------------------------------------------- |
| Thrombozytopenie                         | Abfall der Thrombozytenzahl um >50% UND der niedrigste Wert ist 20 – 100/nl                                       | Abfall um 30 – 50 % ODER der niedrigste Wert ist 10 – 20/nl                                     | Abfall um <30 % ODER der niedrigste Wert ist <10/nl |
| Timing (Zeitverlauf)                     | Abfall zwischen Tag 5 und 10 nach Beginn der Therapie oder an Tag 0–1 nach Vor-Exposition in den letzten 30 Tagen | Abfall nach Tag 10 oder an Tag 0–1 nach Vor-Exposition in den letzten 30 bis 100 Tagen          | Abfall vor Tag 5 ohne vorherige Exposition          |
| Thrombose                                | Neue Thrombose, Hautnekrose oder systemische Reaktion auf Heparingabe                                             | Zunehmende oder wiederkehrende Thrombose, Thromboseverdacht oder Hautrötung an Injektionsstelle | Keine Symptome                                      |
| Alternative Ursache der Thrombozytopenie | keine | möglich                                                                                         | eindeutig vorhanden                                 |

Dieser Score ergibt bis zu 8 Punkte. Bei einem Wert bis zu 3 Punkten ist eine HIT Typ II unwahrscheinlich, 4 bis 5 Punkte gelten als mittlere Wahrscheinlichkeit, ab 6 Punkten ist sie sehr wahrscheinlich. Eine niedrige Wahrscheinlichkeit nach diesem Score hat einen negativen prädiktiven Wert von 0,998, der positive prädiktive Wert eines mittleren bzw. hohen Scores liegt bei 0,14 bzw. 0,64 und rechtfertigt eine weitere Abklärung und eine vorsorgliche Umstellung der Therapie.

#### Antikörpernachweis
Die Sicherung der Diagnose mit Labortests ist prinzipiell nicht möglich, es gibt jedoch unter anderem einen ELISA-Test, mit dem die Antikörper in ca. 90–95 % der Fälle nachgewiesen werden können. Allerdings werden auch je nach Test in 5–50 % der Fälle Antikörper nachgewiesen, ohne dass je eine HIT aufträte. Eine neue Methode ist der Lateral-Flow-Test, mit dem ähnlich wie mit ELISA Antikörper gefunden werden, bei anscheinend weniger falsch-positiven Resultaten. Als Referenzmethode gilt der Serotoninfreisetzungstest. Dabei werden Spenderblutplättchen mit radioaktiv markiertem C14-Serotonin inkubiert, das sie aufnehmen. Danach wird das Gemisch mit Patientenserum und Heparin vermengt. Die über die Radioaktivität gemessene Serotoninfreisetzung dient als Indikator für die Anwesenheit von HIT-Antikörpern. In Deutschland hat sich daneben der Heparininduzierte Plättchenaktivierungsassay (HIPA) eingebürgert. Bei diesem Test werden ebenso Spenderplättchen mit Patientenserum und Heparin inkubiert. Als Maß der Plättchenaktivierung gilt die Trübung des Probengemisches im Vergleich zu einer Referenzprobe. In manchen Fällen zeigt sich bei der Injektion des Heparins unter der Haut eine blutende Hautnekrose an der Einstichstelle. Vergleichsweise gut gesichert ist die HIT, wenn 12–48 Stunden nach Absetzen des Heparins und Beginn mit einem alternativen Antikoagulans die Thrombozytenzahlen wieder deutlich ansteigen.

### Therapie
Bei der PF4-vermittelten Thrombozytopenie kann es von entscheidender Bedeutung sein, dass Heparin das immunologische Geschehen nicht weiter stimuliert. Heparin muss bereits beim ersten Verdacht auf HIT Typ II sofort abgesetzt werden, um die potentiell lebensbedrohlichen Komplikationen (venöse und arterielle Thrombosen können zu Lungenembolie und Infarkten führen) zu vermeiden. Um die Behandlung der Grundkrankheit weiter zu gewährleisten, aber im Wesentlichen um die mit einer HIT einhergehenden fatalen Durchblutungsstörungen zu verhindern, muss ebenfalls sofort auf ein alternatives Antikoagulans umgestellt werden.
In Deutschland haben nur Danaparoid (für die Therapie und Prophylaxe) und Argatroban (nur für die Therapie) eine Zulassung des BfArM für HIT. Dagegen haben andere alternative Antikoagulantien wie Fondaparinux und die verschiedenen DOAKs in Deutschland (bzw. der gesamten Europäischen Union) keine Zulassung, sind also „off-label“. Teilweise werden letztere Substanzen dennoch in einschlägigen Leitlinien im Zusammenhang mit der Behandlung der HIT erwähnt.
Danaparoid, das aus niedermolekularen sulfatierten Nicht-Heparin-Glykosaminoglykanen besteht, ist ein alternatives Antikoagulans für Situationen, in denen kein Heparin eingesetzt werden soll. Es entfaltet seine antikoagulatorische bzw. antithrombotische Wirkung in erster Linie durch die Antithrombin-III-vermittelte Hemmung von Faktor Xa und nur zu einem geringen Teil durch eine Faktor IIa-Hemmung. Es resultiert eine Hemmung der Thrombinproduktion und der daraus folgenden Fibrinbildung und der Thrombusbildung. Das Substanzgemisch greift außerdem auf einzigartige Weise in die Pathogenese der HIT ein, indem es in therapeutischen Konzentrationen PF4-haltige Immunkomplexe aufbricht.  Danaparoid wird bei bestätigter akuter HIT (und auch bei mittlerem und hohem Verdacht) in einem einfachen Dosierungsschema in therapeutischer Dosierung angewendet, unabhängig vom Vorliegen einer Thrombose. Die Anwendung kann entweder subkutan oder intravenös erfolgen. Anti-Xa Monitoring ist dabei selten notwendig. Bei Patienten mit Niereninsuffizienz und/oder Patienten > 90 kg Körpergewicht wird eine Überwachung der Anti-Xa-Aktivität im Plasma ein- oder zweimal wöchentlich während der s.c. oder i.v. Routinetherapie empfohlen, um zu kontrollieren, ob eine Akkumulation des Arzneimittels bzw. Unterdosierung vorliegt.  Die lange HWZ von ca. 25 h für die anti-Xa Aktivität ist vorteilhaft für stabile Wirkstoffspiegel unter Danaparoid. Möglich sind kurzzeitige Unterbrechungen der Therapie z. B. für diagnostische Prozeduren entsprechend der Empfehlungen zum Vorgehen in der Fachinformation. Danaparoid sollte prinzipiell mit Vorsicht angewendet werden bei Patienten mit moderater Leberinsuffizienz, allerdings gilt laut Fachinformation die Kontraindikation „schwere Leberinsuffizienz“ nicht bei Patienten mit HIT, wenn keine andere alternative Antikoagulation verfügbar ist.
Hingegen wird Argatroban, ein direkter Thrombininhibitor, ausschließlich intravenös gegeben. Seine Dosierung wird unter Monitoring der aPTT gesteuert. Dieses Monitoring ist komplex und muss üblicherweise auf der Intensivstation durchgeführt werden. Argatroban, das hepatisch ausgeschieden wird, ist für Patienten mit schwerer Leberfunktionsstörung kontraindiziert. Bei Patienten mit mäßiger Leberfunktionsstörung muss von Anfang an die Dosis reduziert werden.
Orale Antikoagulanzien wie Phenprocoumon, Warfarin und Acenocumarol, die Vitamin K als für die Blutgerinnung benötigtes Vitamin hemmen (Vitamin-K Antagonisten, VKA), sind bei einer HIT Typ II in den ersten zwei Wochen nicht anwendbar, da als Nebenwirkung nekrotische Störungen auftreten können. Nach Abklingen der HIT ist eine orale Antikoagulation jedoch möglich und meist auch sinnvoll. Mit Danaparoid ist eine praktikable Umstellung auf VKA möglich, da die Substanz die INR nicht beeinflusst (im Gegensatz zu Argatroban). Die Gabe von Thrombozytenaggregationshemmern wie Acetylsalicylsäure hat im Stadium der Thromboseentstehung keine entscheidende Wirksamkeit gezeigt.
Der selektive Faktor-Xa-Hemmer Fondaparinux, ein Pentasaccharid, sollte aufgrund der fehlenden Zulassung in Akutsituationen nicht eingesetzt werden. Zwar wurden in der Vergangenheit vereinzelte HIT-II-Fälle bei Fondaparinux-Patienten und Warnhinweise publiziert, doch ist es aufgrund der ausbleibenden Kreuzreaktivität zwischen Fondaparinux und HIT-II-Seren auszuschließen, dass Fondaparinux selbst eine HIT-II auslösen kann.

### Varianten
Neben der klassischen HIT, die in der Gegenwart von Heparin auftritt, gibt es einige seltenere Varianten, die zusammenfassend als autoimmune HIT (aHIT) bezeichnet werden. Dazu gehören HITs, die noch einige Tage nach der letzten Gabe von Heparin neu auftreten (verzögerte HIT), HITs, die fortbestehen, obwohl Heparin abgesetzt wurde (refraktäre HIT), sowie HITs, die in keinerlei Zusammenhang mit Heparin stehen (spontane HIT).
Letztgenannte kann sich im Zusammenhang mit Infektionen entwickeln. Die durch Adenovirus-basierte Vektorimpfstoffe induzierte Thrombozytopenie (VITT) nach Covid-19-Impfung scheint in ihrer Entstehung der autoimmunen HIT sehr ähnlich zu sein, bzw. kann als Variante der aHIT betrachtet werden.

### Prognose
Wird die HIT nicht frühzeitig erkannt und der Patient nicht mit einem alternativen Antikoagulans behandelt, können schwerwiegende Komplikationen entstehen.
- tiefe Venenthrombose bei 50 %
- Lungenembolie bei 10–25 %
- Gangrän der Gliedmaßen mit Amputation bei 5–10 %
- neurologische Komplikationen wie ischämische Schlaganfälle oder zerebrovaskuläre Thrombosen bei 10 %

Die Letalität bei einer HIT Typ II in Verbindung mit dem Auftreten von thrombotischen Komplikationen beträgt rund 30 %.